# Иванка Христова
Бугарска
Иванка Христова (19. новембар 1941 — 24. фебруар 2022) била је бугарска атлетичарка, која се такмичила у бацању кугле. Освојила је златну медаљу на Олимпијским играма 1976. одржаним у Монтреалу, као и бронзану 1972. у Минхену. Поред тога освојила је Европско првенство у дворани 1976. у Минхену.

## Светски рекорди
- 21,87 метара 3. јули 1976. у Белмекену, Бугарска, пребацивши за 20 cm рекорд који је држала Маријана Адам из Источне Немачке
- 21,89 метара 5. јули 1976. у Белмекену, Бугарска, поправивши свој рекорд постављен пре два дана за 2 cm.

Њен најновији рекорд опстао је до 26. јула 1976, када га је побољшала Чехословакиња Хелена Фибингерова на 21,99 метара.